# Arduzel, Maramureș
Arduzel (în maghiară Szamosardó) este un sat ce aparține orașului Ulmeni din județul Maramureș, Transilvania, România.

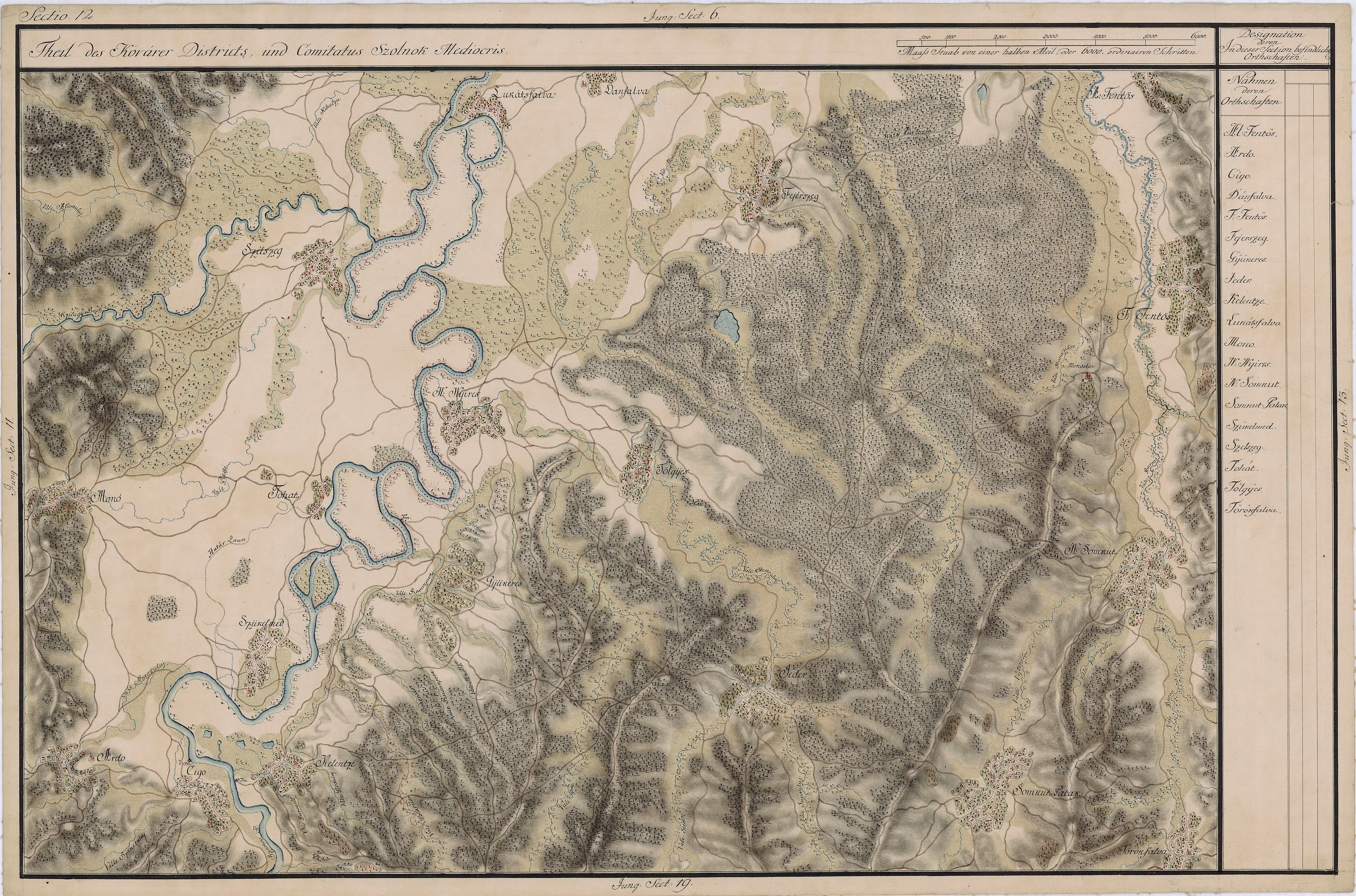
Arduzel în Harta Iosefină a Transilvaniei

## Etimologie
Etimologia numelui localității provine din toponimicul Ardud (< magh. „erdö” = „pădure" + suf. top. magh. -d) + suf. -el.

## Istoric
Prima atestare documentară este din anul 1334 (sacerdos de Ordo).

## Demografie
La recensământul din 2011, populația era de 892 locuitori, majoritatea maghiari.

## Monumente istorice
- Biserica de lemn „Sf. Arhangheli” (1650);
- Biserica reformată (sec. XV);
- Clopotnița bisericii reformate (1726).